# میرزا محمدعلی‌خان ملک‌التجار
میرزا محمدعلی خان ملک‌التجار بوشهری فرزند  محمدمهدی ملک‌التجار سوم و داماد محمد بوشهری معین‌التجار  از سیاستمداران ایرانی بود، که در دوره سوم بعنوان نماینده بوشهر در مجلس شورای ملی حضور داشت.